# Parque Nacional de Grand Teton

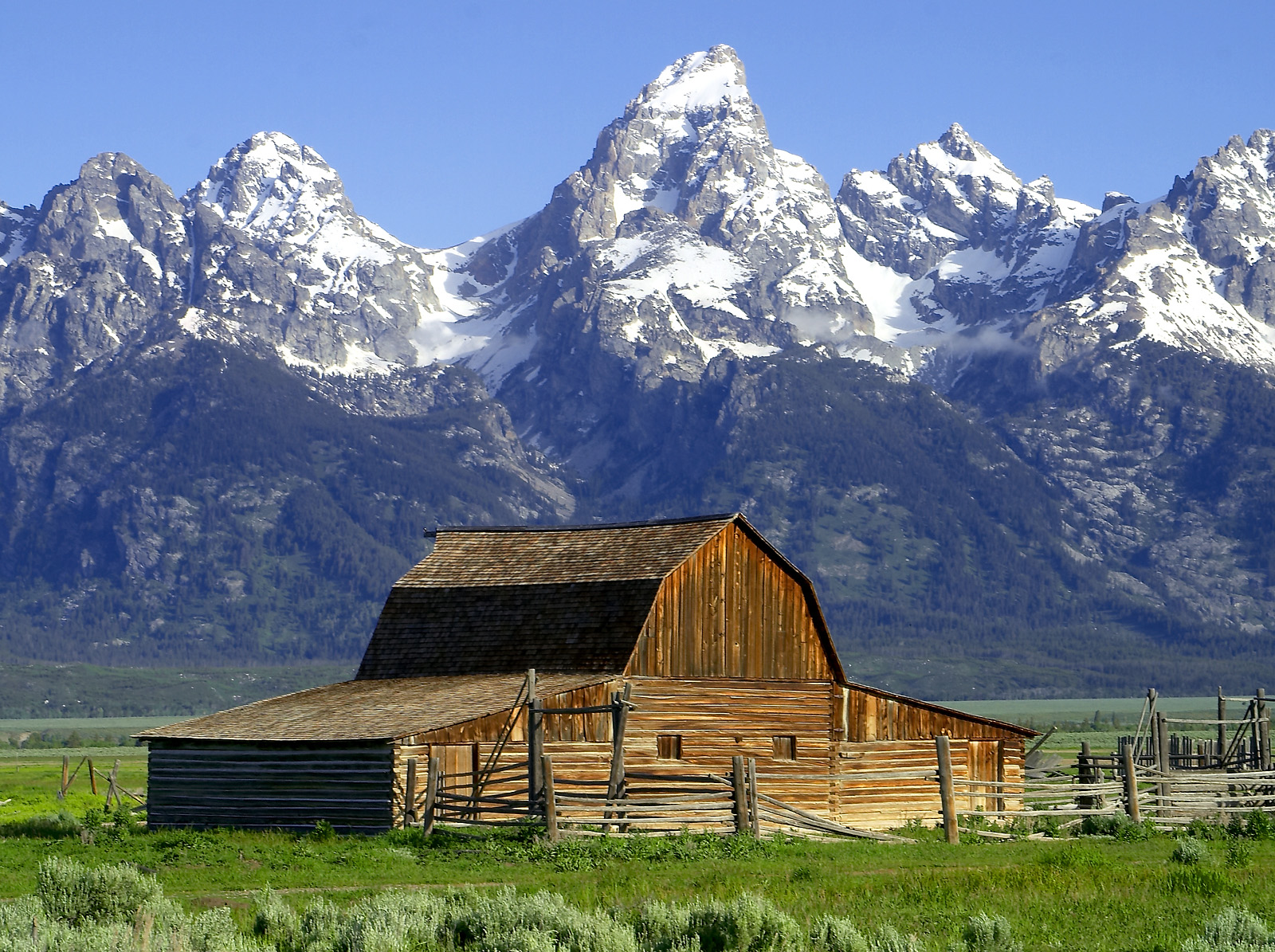
Cordilheira Teton, Wyoming

O Parque Nacional de Grand Teton (Grand Teton National Park em inglês) é um parque nacional dos Estados Unidos, situado no oeste do estado de Wyoming, a sul do Parque Nacional de Yellowstone. A sua designação tem origem no nome do pico mais alto das Montanhas Teton, o Grand Teton, com 4 197 m de altitude.
As montanhas foram baptizadas por um caçador francês que as observou do lado de Idaho, chamando-lhes tétons, calão francês para mamilos (referindo-se supostamente à forma dos picos).
O parque nacional foi criado em 26 de Fevereiro de 1929, cobrindo 1 255 km². Existem cerca de 320 km de caminhos no Parque Nacional de Grand Teton.